# Wereldkampioenschap voetbal 1938 (kwalificatie)
Voor het Wereldkampioenschap voetbal 1938 moesten landen zich kwalificeren om te mogen deelnemen.
Twaalf Europese landen plaatsten zich voor dit WK, evenveel als het vorig WK. Tien landen waren er opnieuw bij, Italië, Tsjecho-Slowakije, Duitsland, Hongarije, Zweden, Zwitserland, Frankrijk, Roemenië, België en Nederland. Oostenrijk en Spanje waren er om politieke redenen niet bij, hun plaatsen werden ingenomen door Polen en Noorwegen. 
Brazilië was het enige land uit Zuid-Amerika, Argentinië was er niet bij in vergelijking met het vorige WK. In Noord-Amerika nam Cuba de plaats over van de Verenigde Staten, het laatste ticket nam Azië over via Nederlands-Indië ten koste van Afrika (Egypte).

## Groepen

### Europa
Doordat wereldkampioen Italië rechtstreeks gekwalificeerd was en Spanje niet mee deed vanwege de Spaanse burgeroorlog kwamen er twee plaatsen in de Europese zone vrij. Polen won de eerste wedstrijd van Joegoslavië met 4-0, waardoor de return nauwelijks van waarde was. Opvallendste speler was Ernest Wilimowski, de veelscorende spits, die na de Duitse inval in Polen ging spelen voor het Duitse team. Noorwegen plaatste zich ten koste van de Ierse Vrijstaat in twee wedstrijden, waarin veel werd gescoord: 3-2 in Oslo, 3-3 in Dublin, Reidar Kvammen scoorde in beide wedstrijden twee keer. 
Voor de rest waren er geen verrassingen: Zweden en Duitsland hadden weinig moeite Finland en Estland achter zich te houden, het onderlinge treffen eindigde in een 5-0 zege voor Duitsland. Roemenië plaatste zich, omdat Egypte zich terugtrok aangezien  de wedstrijd gespeeld zou worden op een belangrijke dag van de Ramadan. Zwitserland en Portugal speelden een wedstrijd in Milaan, Zwitserland won met 2-1. Hongarije, een outsider voor de titel verplulverde Griekenland met 11-1, verliezend finalist van het vorige WK Tsjecho-Slowakije moest in Sofia een 1-1 gelijkspel toestaan tegen Bulgarije om in de return duidelijk toe te slaan: 6-0. Oostenrijk had opvallend veel moeite Letland uit te schakelen, na een 0-1 achterstand won het team met 2-1. Een klein half jaar later bleek de winst niets waard, Duitsland viel Oostenrijk binnen (die Anschluss), waardoor het land niet meer bestond. 
Na het teleurstellende WK in Italië, waar Nederland al in de eerste ronde werd uitgeschakeld door Zwitserland kende het land een sterke periode, vooral een 1-6 overwinning in en tegen Frankrijk en een 8-0 zege op België waren indrukwekkend. Grote man was Beb Bakhuijs, de midvoor scoorde in slechts 23 interlands 28 doelpunten. Nadat bij zijn overgang naar FC VVV zijn amateurstatus in twijfel werd getrokken (hij kreeg van de gemeente een sigarenwinkel tot zijn beschikking) werd hij door de KNVB beschouwd als beroeps en aangezien alleen spelers met de amateurstatus mochten uitkomen voor het Nederlands Elftal was Nederland zijn beste speler kwijt. Zonder Bakhuys begon Nederland aan de kwalificatie, zijn vervanger Piet De Boer scoorde bij zijn debuut een hattrick tegen Luxemburg, maar werd daarna nooit meer opgeroepen voor het Nederlands Elftal. Nederland won met 4-0 en aangezien België ook won van de Luxemburgers (2-3 na een 2-1 achterstand) waren beide landen geplaatst voor het WK. Van een hoesanna-stemming zoals in 1934 was nu geen sprake van, van Nederland werd weinig verwacht.
Legenda

#### Groep 1
| Pos | Land      | Wed | Win | Gel | Ver | DV | DT | +/− | Pnt |
| --- | --------- | --- | --- | --- | --- | -- | -- | --- | --- |
| 1.  | Duitsland | 3   | 3   | 0   | 0   | 11 | 1  | +10 | 6   |
| 2.  | Zweden    | 3   | 2   | 0   | 1   | 11 | 7  | +4  | 4   |
| 3.  | Estland   | 3   | 1   | 0   | 2   | 4  | 11 | –7  | 2   |
| 4.  | Finland   | 3   | 0   | 0   | 3   | 0  | 7  | –7  | 0   |

|                                                   |                                          |       |         |                                                                                  |
| 16 juni 1937 «onderlinge duels» 19:00 uur (UTC+1) | Zweden                                   | 4 – 0 | Finland | Råsundastadion, Solna Toeschouwers: 19.574 Scheidsrechter: Kolbjørn Dæhlen (NOR) |
| 16 juni 1937 «onderlinge duels» 19:00 uur (UTC+1) | Bunke 60', 82' Persson 65' Svanström 68' |       |         | Råsundastadion, Solna Toeschouwers: 19.574 Scheidsrechter: Kolbjørn Dæhlen (NOR) |

|                                                   |                                                                           |       |                         |                                                                             |
| 20 juni 1937 «onderlinge duels» 19:00 uur (UTC+1) | Zweden                                                                    | 7 – 2 | Estland                 | Råsundastadion, Solna Toeschouwers: 18.271 Scheidsrechter: Otto Remke (DEN) |
| 20 juni 1937 «onderlinge duels» 19:00 uur (UTC+1) | Josefsson 7', 41' Bunke 40' Jonasson 49' (pen.) Wetterström 73', 77', 84' |       | 2' Siimenson 3' Uukkivi | Råsundastadion, Solna Toeschouwers: 18.271 Scheidsrechter: Otto Remke (DEN) |

|                                                   |         |                      |           |                                                                                   |
| 29 juni 1937 «onderlinge duels» 19:00 uur (UTC+2) | Finland | 0 – 2                | Duitsland | Töölön Pallokenttä, Helsinki Toeschouwers: 6.619 Scheidsrechter: Otto Remke (DEN) |
| 29 juni 1937 «onderlinge duels» 19:00 uur (UTC+2) |         | 26' Lehner 38' Urban |           | Töölön Pallokenttä, Helsinki Toeschouwers: 6.619 Scheidsrechter: Otto Remke (DEN) |

|                                                       |         |             |         |                                                                            |
| 19 augustus 1937 «onderlinge duels» 18:00 uur (UTC+2) | Finland | 0 – 1       | Estland | Urheilupuisto, Turku Toeschouwers: 4.797 Scheidsrechter: Ivan Eklind (SWE) |
| 19 augustus 1937 «onderlinge duels» 18:00 uur (UTC+2) |         | 56' Kuremaa |         | Urheilupuisto, Turku Toeschouwers: 4.797 Scheidsrechter: Ivan Eklind (SWE) |

|                                                       |                                  |       |               |                                                                                             |
| 29 augustus 1937 «onderlinge duels» 16:00 uur (UTC+1) | Duitsland                        | 4 – 1 | Estland       | Horst Wessel Stadion, Kaliningrad Toeschouwers: 18.000 Scheidsrechter: Bruno Pfützner (TCH) |
| 29 augustus 1937 «onderlinge duels» 16:00 uur (UTC+1) | Lehner 50', 65' Gauchel 53', 86' |       | 34' Siimenson | Horst Wessel Stadion, Kaliningrad Toeschouwers: 18.000 Scheidsrechter: Bruno Pfützner (TCH) |

|                                                       |                                           |       |        |                                                                                     |
| 21 november 1937 «onderlinge duels» 14:15 uur (UTC+1) | Duitsland                                 | 5 – 0 | Zweden | Volksparkstadion, Hamburg Toeschouwers: 50.050 Scheidsrechter: Bruno Pfützner (TCH) |
| 21 november 1937 «onderlinge duels» 14:15 uur (UTC+1) | Siffling 2', 57' Szepan 8' Schön 48', 63' |       |        | Volksparkstadion, Hamburg Toeschouwers: 50.050 Scheidsrechter: Bruno Pfützner (TCH) |

#### Groep 2
| Pos | Land            | Wed | Win | Gel | Ver | DV | DT | +/− | Pnt |
| --- | --------------- | --- | --- | --- | --- | -- | -- | --- | --- |
| 1   | Noorwegen       | 2   | 1   | 1   | 0   | 6  | 5  | +1  | 3   |
| 2   | Ierse Vrijstaat | 2   | 0   | 1   | 1   | 5  | 6  | –1  | 1   |

|                                                      |                                |       |                         |                                                                               |
| 10 oktober 1937 «onderlinge duels» 13:15 uur (UTC+1) | Noorwegen                      | 3 – 2 | Ierse Vrijstaat         | Ullevaalstadion, Oslo Toeschouwers: 19.000 Scheidsrechter: Peco Bauwens (GER) |
| 10 oktober 1937 «onderlinge duels» 13:15 uur (UTC+1) | Kvammen 30', 64' Martinsen 78' |       | 37' Geoghegan 49' Dunne | Ullevaalstadion, Oslo Toeschouwers: 19.000 Scheidsrechter: Peco Bauwens (GER) |

|                                                    |                                     |       |                                |                                                                                |
| 7 november 1937 «onderlinge duels» 15:00 uur (UTC) | Ierse Vrijstaat                     | 3 – 3 | Noorwegen                      | Dalymount Park, Dublin Toeschouwers: 27.000 Scheidsrechter: Lionel Gibbs (ENG) |
| 7 november 1937 «onderlinge duels» 15:00 uur (UTC) | Dunne 10' O'Flanagan 62' Duggan 88' |       | 16', 33' Kvammen 49' Martinsen | Dalymount Park, Dublin Toeschouwers: 27.000 Scheidsrechter: Lionel Gibbs (ENG) |

#### Groep 3
| Pos | Land        | Wed | Win | Gel | Ver | DV | DT | +/− | Pnt |
| --- | ----------- | --- | --- | --- | --- | -- | -- | --- | --- |
| 1   | Polen       | 2   | 1   | 0   | 1   | 4  | 1  | +3  | 2   |
| 2   | Joegoslavië | 2   | 1   | 0   | 1   | 1  | 4  | –3  | 2   |

|                                                      |                                          |       |             |                                                                                             |
| 10 oktober 1937 «onderlinge duels» 12:00 uur (UTC+1) | Polen                                    | 4 – 0 | Joegoslavië | Wojska Polskiegostadion, Warschau Toeschouwers: 20.000 Scheidsrechter: Lucien Leclerq (FRA) |
| 10 oktober 1937 «onderlinge duels» 12:00 uur (UTC+1) | Piatek 3', 20' Wostal 59' Wilimowski 78' |       |             | Wojska Polskiegostadion, Warschau Toeschouwers: 20.000 Scheidsrechter: Lucien Leclerq (FRA) |

|                                                   |                |       |       |                                                                                     |
| 3 april 1938 «onderlinge duels» 15:30 uur (UTC+1) | Joegoslavië    | 1 – 0 | Polen | Stadion BSK, Belgrado Toeschouwers: 25.000 Scheidsrechter: Rinaldo Barlassina (ITA) |
| 3 april 1938 «onderlinge duels» 15:30 uur (UTC+1) | Marjanović 61' |       |       | Stadion BSK, Belgrado Toeschouwers: 25.000 Scheidsrechter: Rinaldo Barlassina (ITA) |

#### Groep 4
| Pos | Land     | Wed            | Win            | Gel            | Ver            | DV             | DT             | +/−            | Pnt            |
| --- | -------- | -------------- | -------------- | -------------- | -------------- | -------------- | -------------- | -------------- | -------------- |
| —   | Roemenië | Gekwalificeerd | Gekwalificeerd | Gekwalificeerd | Gekwalificeerd | Gekwalificeerd | Gekwalificeerd | Gekwalificeerd | Gekwalificeerd |
| —   | Egypte   | teruggetrokken | teruggetrokken | teruggetrokken | teruggetrokken | teruggetrokken | teruggetrokken | teruggetrokken | teruggetrokken |

#### Groep 5
| Pos | Land        | Wed | Win | Gel | Ver | DV | DT | +/− | Pnt |
| --- | ----------- | --- | --- | --- | --- | -- | -- | --- | --- |
| 1   | Zwitserland | 1   | 1   | 0   | 0   | 2  | 1  | +1  | 2   |
| 2   | Portugal    | 1   | 0   | 0   | 1   | 1  | 2  | –1  | 0   |

|                                               |                    |       |                     |                                                                                        |
| 1 mei 1938 «onderlinge duels» 16:00 uur (UTC) | Zwitserland        | 2 – 1 | Portugal            | Arena Gianni Brera, Milaan Toeschouwers: 16.000 Scheidsrechter: Francesco Mattea (ITA) |
| 1 mei 1938 «onderlinge duels» 16:00 uur (UTC) | Aeby 24' Amadò 29' |       | 72' (pen.) Peyroteo | Arena Gianni Brera, Milaan Toeschouwers: 16.000 Scheidsrechter: Francesco Mattea (ITA) |

#### Groep 6

##### Eerste ronde
| Pos | Land                    | Wed | Win | Gel | Ver | DV | DT | +/− | Pnt |
| --- | ----------------------- | --- | --- | --- | --- | -- | -- | --- | --- |
| 1   | Griekenland             | 2   | 2   | 0   | 0   | 4  | 1  | +3  | 4   |
| 2   | Mandaatgebied Palestina | 2   | 0   | 0   | 2   | 1  | 4  | –3  | 0   |

|                                                      |                         |       |                                 |                                                                                      |
| 22 januari 1938 «onderlinge duels» 15:00 uur (UTC+2) | Mandaatgebied Palestina | 1 – 3 | Griekenland                     | Maccabiahstadion, Tel Aviv Toeschouwers: 8.000 Scheidsrechter: Yussuf Muhammad (EGY) |
| 22 januari 1938 «onderlinge duels» 15:00 uur (UTC+2) | Neufeld 36'             |       | Vikelidis 15', 30' Migiakis 73' | Maccabiahstadion, Tel Aviv Toeschouwers: 8.000 Scheidsrechter: Yussuf Muhammad (EGY) |

|                                                       |                      |       |                         |                                                                                            |
| 20 februari 1938 «onderlinge duels» 15:30 uur (UTC+2) | Griekenland          | 1 – 0 | Mandaatgebied Palestina | Leoforos Alexandrasstadion, Athene Toeschouwers: 12.000 Scheidsrechter: Mika Popović (YUG) |
| 20 februari 1938 «onderlinge duels» 15:30 uur (UTC+2) | Vikelidis 88' (pen.) |       |                         | Leoforos Alexandrasstadion, Athene Toeschouwers: 12.000 Scheidsrechter: Mika Popović (YUG) |

##### Tweede ronde
| Pos | Land        | Wed | Win | Gel | Ver | DV | DT | +/− | Pnt |
| --- | ----------- | --- | --- | --- | --- | -- | -- | --- | --- |
| 1   | Hongarije   | 1   | 1   | 0   | 0   | 11 | 1  | +10 | 2   |
| 2   | Griekenland | 1   | 0   | 0   | 1   | 1  | 11 | –10 | 0   |

|                                                    |                                                                                          |        |             |                                                                                             |
| 25 maart 1938 «onderlinge duels» 15:00 uur (UTC+1) | Hongarije                                                                                | 11 – 1 | Griekenland | Hungária Körúti Stadion, Boedapest Toeschouwers: 14.000 Scheidsrechter: Denis Xifando (ROU) |
| 25 maart 1938 «onderlinge duels» 15:00 uur (UTC+1) | Zsengellér 15', 23' (pen.), 25', 65', 81' Titkos 18', 75' Vincze 26' Nemes 34', 40', 52' |        | 89' Makris  | Hungária Körúti Stadion, Boedapest Toeschouwers: 14.000 Scheidsrechter: Denis Xifando (ROU) |

#### Groep 7
| Pos | Land              | Wed | Win | Gel | Ver | DV | DT | +/−  | Pnt |
| --- | ----------------- | --- | --- | --- | --- | -- | -- | ---- | --- |
| 1   | Tsjecho-Slowakije | 2   | 1   | 1   | 0   | 7  | 1  | 7.00 | 3   |
| 2   | Bulgarije         | 2   | 0   | 1   | 1   | 1  | 7  | 0.14 | 1   |

|                                                      |                       |       |                   |                                                                                    |
| 7 november 1937 «onderlinge duels» 15:00 uur (UTC+2) | Bulgarije             | 1 – 1 | Tsjecho-Slowakije | Joenakstadion, Sofia Toeschouwers: 15.000 Scheidsrechter: Rinaldo Barlassina (ITA) |
| 7 november 1937 «onderlinge duels» 15:00 uur (UTC+2) | Panchediev 89' (pen.) |       | 44' Ríha          | Joenakstadion, Sofia Toeschouwers: 15.000 Scheidsrechter: Rinaldo Barlassina (ITA) |

|                                                    |                                                 |       |           |                                                                             |
| 24 april 1938 «onderlinge duels» 16:30 uur (UTC+1) | Tsjecho-Slowakije                               | 6 – 0 | Bulgarije | Stadion Letná, Praag Toeschouwers: 31.458 Scheidsrechter: Pál Hertzka (HUN) |
| 24 april 1938 «onderlinge duels» 16:30 uur (UTC+1) | Šimůnek 21', 79', 89' Nejedlý 57', 77' Ludl 73' |       |           | Stadion Letná, Praag Toeschouwers: 31.458 Scheidsrechter: Pál Hertzka (HUN) |

#### Groep 8

##### Eerste ronde
| Pos | Land     | Wed | Win | Gel | Ver | DV | DT | +/−  | Pnt |
| --- | -------- | --- | --- | --- | --- | -- | -- | ---- | --- |
| 1   | Letland  | 2   | 2   | 0   | 0   | 9  | 3  | 3.00 | 4   |
| 2   | Litouwen | 2   | 0   | 0   | 2   | 3  | 9  | 0.33 | 0   |

|                                                   |                                     |       |                           |                                                                            |
| 29 juli 1937 «onderlinge duels» 18:00 uur (UTC+2) | Letland                             | 4 – 2 | Litouwen                  | ASK Stadions, Riga Toeschouwers: 10.000 Scheidsrechter: Gustav Krist (TCH) |
| 29 juli 1937 «onderlinge duels» 18:00 uur (UTC+2) | Kaņeps 19', 52', 83' Vestermans 50' |       | 79' Gudelis 90' Paulionis | ASK Stadions, Riga Toeschouwers: 10.000 Scheidsrechter: Gustav Krist (TCH) |

|                                                       |               |       |                                                        |                                                                                           |
| 3 september 1937 «onderlinge duels» 16:00 uur (UTC+2) | Litouwen      | 1 – 5 | Letland                                                | Valstybinis stadionas, Kaunas Toeschouwers: 8.000 Scheidsrechter: Hans Frankenstein (AUT) |
| 3 september 1937 «onderlinge duels» 16:00 uur (UTC+2) | Paulionis 72' |       | 4', 45' (pen.) Kaņeps 11', 30' Borduško 67' Vestermans | Valstybinis stadionas, Kaunas Toeschouwers: 8.000 Scheidsrechter: Hans Frankenstein (AUT) |

##### Tweede ronde
| Pos | Land       | Wed | Win | Gel | Ver | DV | DT | +/− | Pnt |
| --- | ---------- | --- | --- | --- | --- | -- | -- | --- | --- |
| 1   | Oostenrijk | 1   | 1   | 0   | 0   | 2  | 1  | +1  | 2   |
| 2   | Letland    | 1   | 0   | 0   | 1   | 1  | 2  | –2  | 0   |

Oostenrijk kwalificeerde zich maar werd later door Duitsland bezet. De FIFA bood de vrijgekomen plaats aan Engeland aan maar deze weigerden waardoor de extra plaats gewoon open bleef.
|                                                     |                          |       |               |                                                                                |
| 5 oktober 1937 «onderlinge duels» 15:30 uur (UTC+1) | Oostenrijk               | 2 – 1 | Letland       | Praterstadion, Wenen Toeschouwers: 16.000 Scheidsrechter: Pál von Hercka (HUN) |
| 5 oktober 1937 «onderlinge duels» 15:30 uur (UTC+1) | Jerusalem 15' Binder 33' |       | 6' Vestermans | Praterstadion, Wenen Toeschouwers: 16.000 Scheidsrechter: Pál von Hercka (HUN) |

#### Groep 9
| Pos | Land      | Wed | Win | Gel | Ver | DV | DT | +/− | Pnt |
| --- | --------- | --- | --- | --- | --- | -- | -- | --- | --- |
| 1.  | Nederland | 2   | 1   | 1   | 0   | 5  | 1  | +4  | 3   |
| 2.  | België    | 2   | 1   | 1   | 0   | 4  | 3  | +1  | 3   |
| 3.  | Luxemburg | 2   | 0   | 0   | 2   | 2  | 7  | –5  | 0   |

|                                                          |                                |       |           |                                                                                |
| 28 november 1937 «onderlinge duels» 14:00 uur (UTC+0:20) | Nederland                      | 4 – 0 | Luxemburg | De Kuip, Rotterdam Toeschouwers: 40.000 Scheidsrechter: Karl Weingärtner (GER) |
| 28 november 1937 «onderlinge duels» 14:00 uur (UTC+0:20) | Smit 29' de Boer 68', 78', 82' |       |           | De Kuip, Rotterdam Toeschouwers: 40.000 Scheidsrechter: Karl Weingärtner (GER) |

|                                                  |                   |       |                                      |                                                                                          |
| 13 maart 1938 «onderlinge duels» 15:00 uur (UTC) | Luxemburg         | 2 – 3 | België                               | Stade Municipal, Luxemburg Toeschouwers: 12.500 Scheidsrechter: Georges Capdeville (FRA) |
| 13 maart 1938 «onderlinge duels» 15:00 uur (UTC) | Libar 4' Kemp 33' |       | 19' Voorhoof 55' Braine 59' De Vries | Stade Municipal, Luxemburg Toeschouwers: 12.500 Scheidsrechter: Georges Capdeville (FRA) |

|                                                   |                |       |                    |                                                                                  |
| 3 april 1938 «onderlinge duels» 15:00 uur (UTC+1) | België         | 1 – 1 | Nederland          | Bosuilstadion, Antwerpen Toeschouwers: 47.660 Scheidsrechter: Jimmy Jewell (ENG) |
| 3 april 1938 «onderlinge duels» 15:00 uur (UTC+1) | Isemborghs 53' |       | 37' van Spaandonck | Bosuilstadion, Antwerpen Toeschouwers: 47.660 Scheidsrechter: Jimmy Jewell (ENG) |

### Rest van de wereld
Oorspronkelijk was het de bedoeling dat het WK afwisselend tussen de continenten Zuid-Amerika en Europa zou plaatsvinden. Jules Rimet, de bedenker van het WK voetbal, overtuigde de FIFA er echter van om de competitie in Frankrijk, zijn thuisland, te houden. Vanwege deze controversiële stap hebben veel Amerikaanse landen waaronder Argentinië (de meest waarschijnlijke gastland als het evenement in Zuid-Amerika zou plaatsvinden) trokken zich allemaal terug. Uruguay had zich niet eens ingeschreven, aangezien het land nog steeds was aangezien nauwelijks Europese landen meededen aan het WK in Uruguay, acht jaar geleden. Brazilië en Cuba waren de enige landen uit Amerika die zich niet terugtrokken en zich daarmee automatisch kwalificeerden voor het WK.

#### Groep 10
| Pos | Land       | Wed            | Win            | Gel            | Ver            | DV             | DT             | +/−            | Pnt            |
| --- | ---------- | -------------- | -------------- | -------------- | -------------- | -------------- | -------------- | -------------- | -------------- |
| 1   | Brazilië   | Gekwalificeerd | Gekwalificeerd | Gekwalificeerd | Gekwalificeerd | Gekwalificeerd | Gekwalificeerd | Gekwalificeerd | Gekwalificeerd |
| 2   | Argentinië | teruggetrokken | teruggetrokken | teruggetrokken | teruggetrokken | teruggetrokken | teruggetrokken | teruggetrokken | teruggetrokken |

#### Groep 11
| Pos | Land              | Wed            | Win            | Gel            | Ver            | DV             | DT             | +/−            | Pnt            |
| --- | ----------------- | -------------- | -------------- | -------------- | -------------- | -------------- | -------------- | -------------- | -------------- |
| 1   | Cuba              | Gekwalificeerd | Gekwalificeerd | Gekwalificeerd | Gekwalificeerd | Gekwalificeerd | Gekwalificeerd | Gekwalificeerd | Gekwalificeerd |
| 2   | Costa Rica        | teruggetrokken | teruggetrokken | teruggetrokken | teruggetrokken | teruggetrokken | teruggetrokken | teruggetrokken | teruggetrokken |
| 2   | Nederlands-Guiana | teruggetrokken | teruggetrokken | teruggetrokken | teruggetrokken | teruggetrokken | teruggetrokken | teruggetrokken | teruggetrokken |
| 2   | El Salvador       | teruggetrokken | teruggetrokken | teruggetrokken | teruggetrokken | teruggetrokken | teruggetrokken | teruggetrokken | teruggetrokken |
| 2   | Colombia          | teruggetrokken | teruggetrokken | teruggetrokken | teruggetrokken | teruggetrokken | teruggetrokken | teruggetrokken | teruggetrokken |
| 2   | Mexico            | teruggetrokken | teruggetrokken | teruggetrokken | teruggetrokken | teruggetrokken | teruggetrokken | teruggetrokken | teruggetrokken |
| 2   | Verenigde Staten  | teruggetrokken | teruggetrokken | teruggetrokken | teruggetrokken | teruggetrokken | teruggetrokken | teruggetrokken | teruggetrokken |

#### Groep 12
Ook Japan, dat op dat moment oorlog voerde tegen China trok zich terug, waardoor Nederlands-Indië in mei 1938 een barrage-wedstrijd mocht spelen tegen de Verenigde Staten op Nederlands grondgebied. Omdat Amerika niet kwam opdagen was de bescheiden kolonie geplaatst voor het WK zonder een wedstrijd te spelen.
Van de vijftien geplaatste landen plaatsten liefstzes landen zich voor de eindronde zonder een wedstrijd te spelen.
| Pos | Land             | Wed            | Win            | Gel            | Ver            | DV             | DT             | +/−            | Pnt            |
| --- | ---------------- | -------------- | -------------- | -------------- | -------------- | -------------- | -------------- | -------------- | -------------- |
| 1   | Nederlands-Indië | Gekwalificeerd | Gekwalificeerd | Gekwalificeerd | Gekwalificeerd | Gekwalificeerd | Gekwalificeerd | Gekwalificeerd | Gekwalificeerd |
| 2   | Japan            | teruggetrokken | teruggetrokken | teruggetrokken | teruggetrokken | teruggetrokken | teruggetrokken | teruggetrokken | teruggetrokken |

## Gekwalificeerde landen

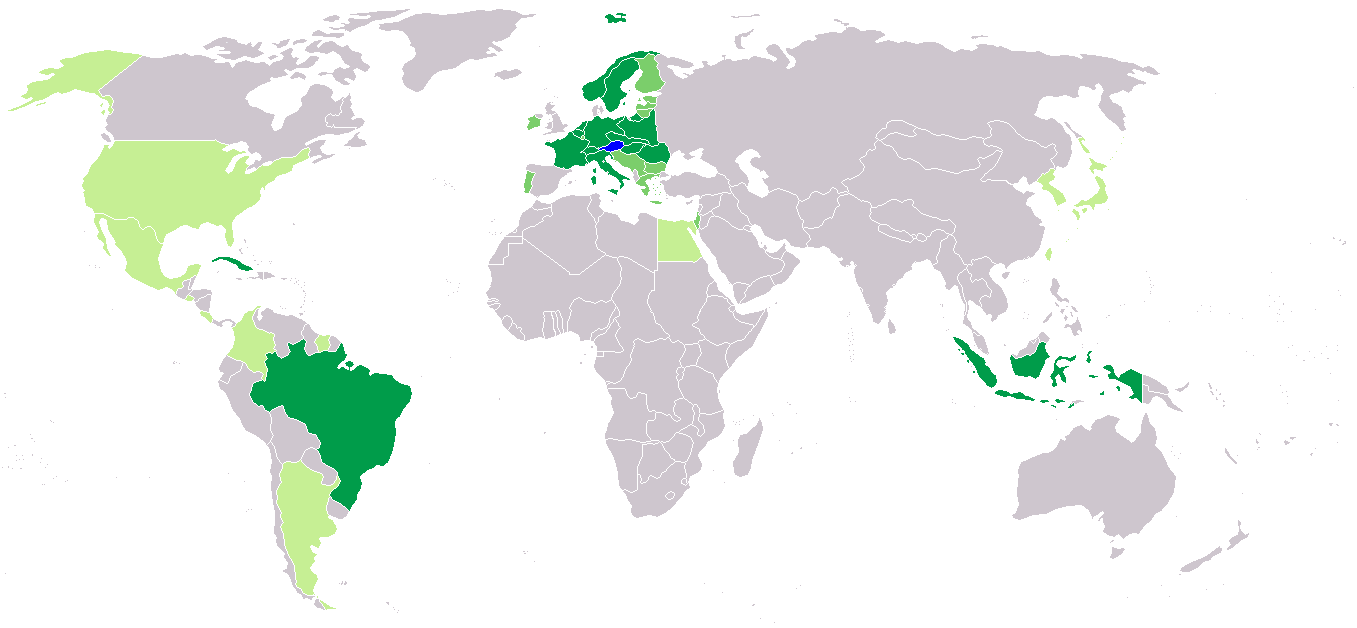
Niet deelgenomen aan de kwalificatie
Trokken zich terug of werden niet geaccepteerd door de FIFA
Namen deel aan de kwalificatie maar kwalificeerden zich niet
Gekwalificeerde landen
Gekwalificeerd land maar teruggetrokken

| FIFA-lid          | Confederatie  | Kwalificatie     | Aantal dln. (inclusief 1938) | Dln. op rij | Eerste dln. | Laatste dln. | Titels (exclusief 1938) | Beste prestatie |
| ----------------- | ------------- | ---------------- | ---------------------------- | ----------- | ----------- | ------------ | ----------------------- | --------------- |
| Italië            | Europa        | Titelverdediger  | 2e                           | 2           | 1934        | 1934         | 1                       | Kampioen        |
| Frankrijk         | Europa        | Gastland         | 3e                           | 3           | 1930        | 1934         | 0                       | Eerste ronde    |
| Duitsland         | Europa        | Winnaar groep 1  | 2e                           | 2           | 1934        | 1934         | 0                       | Derde           |
| Zweden            | Europa        | Tweede groep 1   | 2e                           | 2           | 1934        | 1934         | 0                       | Kwartfinale     |
| Noorwegen         | Europa        | Winnaar groep 2  | 1e                           | 1           | n.v.t.      | n.v.t.       | n.v.t.                  | n.v.t.          |
| Polen             | Europa        | Winnaar groep 3  | 1e                           | 1           | n.v.t.      | n.v.t.       | n.v.t.                  | n.v.t.          |
| Roemenië          | Europa        | Winnaar groep 4  | 3e                           | 3           | 1930        | 1934         | 0                       | Eerste ronde    |
| Zwitserland       | Europa        | Winnaar groep 5  | 2e                           | 2           | 1934        | 1934         | 0                       | Kwartfinale     |
| Hongarije         | Europa        | Winnaar groep 6  | 2e                           | 2           | 1934        | 1934         | 0                       | Kwartfinale     |
| Tsjecho-Slowakije | Europa        | Winnaar groep 7  | 2e                           | 2           | 1934        | 1934         | 0                       | Tweede          |
| Oostenrijk        | Europa        | Winnaar groep 8  | 2e                           | 2           | 1934        | 1934         | 0                       | Vierde          |
| Nederland         | Europa        | Winnaar groep 9  | 2e                           | 2           | 1934        | 1934         | 0                       | Eerste ronde    |
| België            | Europa        | Tweede groep 9   | 3e                           | 3           | 1930        | 1934         | 0                       | Eerste ronde    |
| Brazilië          | CONMEBOL      | Winnaar groep 10 | 3e                           | 3           | 1930        | 1934         | 0                       | Tweede          |
| Cuba              | Noord-Amerika | Winnaar groep 11 | 1e                           | 1           | n.v.t.      | n.v.t.       | n.v.t.                  | n.v.t.          |
| Nederlands-Indië  | Azië          | Winnaar groep 12 | 1e                           | 1           | n.v.t.      | n.v.t.       | n.v.t.                  | n.v.t.          |